# John Kimber

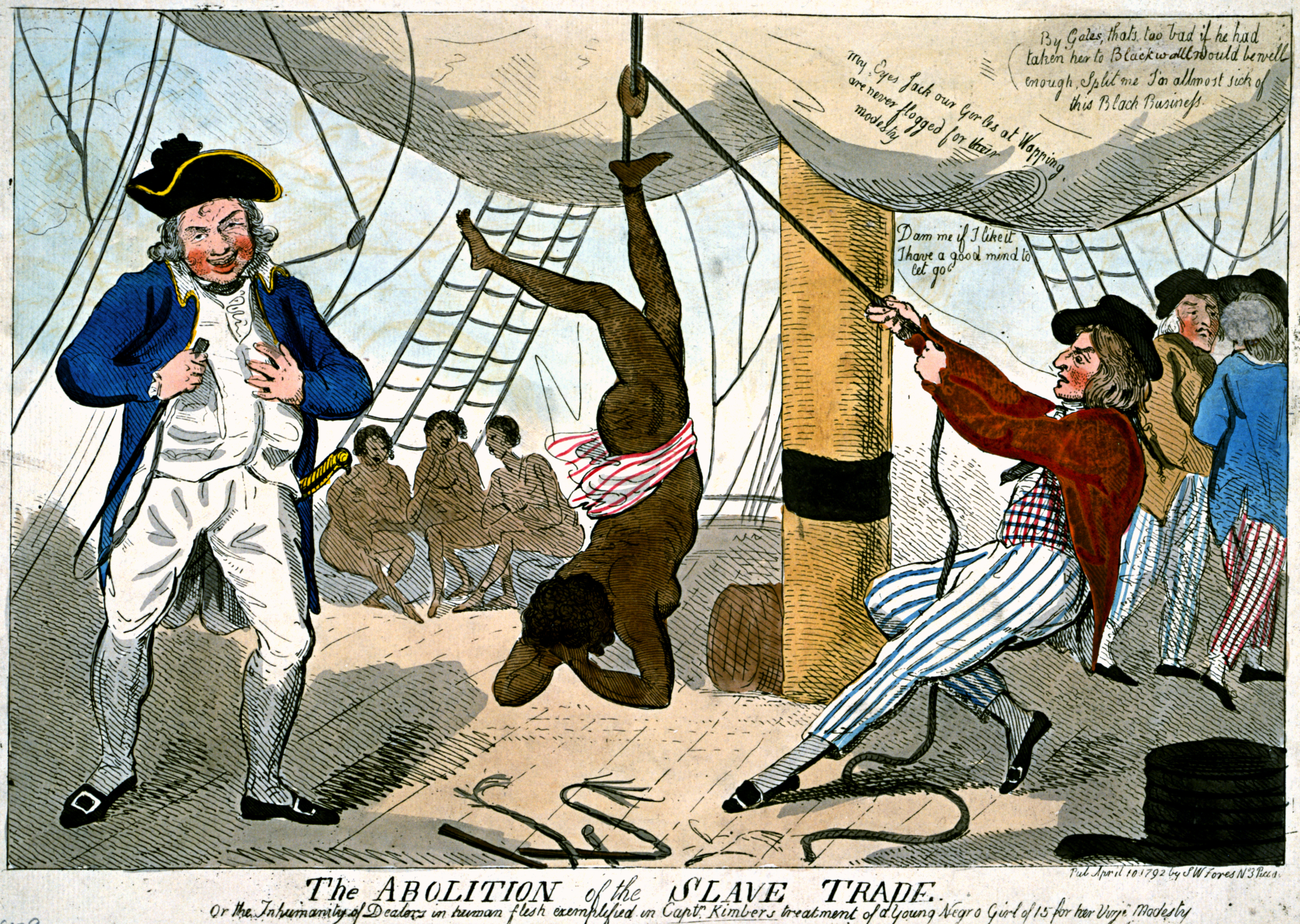
Ilustración de Isaac Cruikshank mostrando al capitán John Kimber en la cubierta del Recovery, con la chica que supuestamente fue colgada y golpeada hasta la muerte.

John Kimber era el capitán de un barco negrero británico que fue juzgado por asesinato en 1792, después de que el abolicionista William Wilberforce le acusara de matar a una esclava a bordo de su barco. Kimber fue absuelto, pero el juicio obtuvo mucha atención en la prensa escrita. El caso estableció que la tripulación de un barco negrero podría ser juzgada por asesinato de esclavos.
La publicidad sobre el caso contribuyó a la creciente oposición al comercio de esclavos africanos, que el parlamento prohibió en sus colonias por el Acta del Comercio de esclavos de 1807.

## Asesinato
En 1791, John Kimber era el capitán del Recovery, un barco de esclavos de 189 toneladas de Brístol, Inglaterra. El Recovery viajó de Bristol a Nuevo Calabar en África occidental, donde recogió aproximadamente 300 esclavos para ser vendidos en Granada en el Caribe. El barco dejó África el 1 de septiembre, y llegó a Granada el 28 de octubre, momento en que 27 de los esclavos habían muerto.
"Hacer bailar a los esclavos" era una parte habitual de la rutina de un barco de esclavos en el Pasaje Medio; el capitán y la tripulación trabajaban para asegurar que los esclavos, que permanecían en condiciones antihigiénicas y de hacinamiento extremo bajo las cubiertas, recibieran al menos un poco de aire fresco y ejercicio regular en cubierta. Los que rechazaban participar en la danza eran azotados.
El 2 de abril de 1792, William Wilberforce hizo un discurso en el parlamento al final de un debate sobre la abolición del comercio de esclavos. Dio dos ejemplos de las atrocidades asociadas con el comercio de esclavos, para apelar a la compasión de los miembros del parlamento. En primer lugar, describió un ataque en Calabar de barcos de esclavos británicos, que bombardearon la ciudad para forzar a sus comerciantes a bajar el precio de los esclavos. El segundo ejemplo era el caso del capitán Kimber, que Wilberforce alegó había asesinado a una joven adolescente esclava en su barco que rechazó bailar para hacer ejercicio. Se decía que Kimber había azotado repetidamente a la chica y la había colgado varias veces por una pierna y luego la había dejado caer contra la cubierta del barco. Después del maltrato, ella murió.
En su discurso, Wilberforce enfatizó la inocencia de la chica. Restó importancia a las reclamaciones del capitán (posteriormente informadas en la prensa) de que ella sufría una condición médica preexistente que le causaba laxitud y que tenía gonorrea. La descripción de Isaac Cruikshank de la agresión de Kimber a una "doncella", en su imagen publicada en ese momento, también enfatizaba su inocencia frente a la agresión del capitán y la corrupción moral.
El 7 de abril de 1792, Kimber colocó varios anuncios en varios periódicos proclamando su inocencia. Los cargos contra Kimber se publicaron pronto en la prensa, al igual que los informes del juicio que comenzó en junio de 1792. Tales informes rápidamente cruzaron el Atlántico y fueron publicados en diez periódicos estadounidenses.

## El juicio

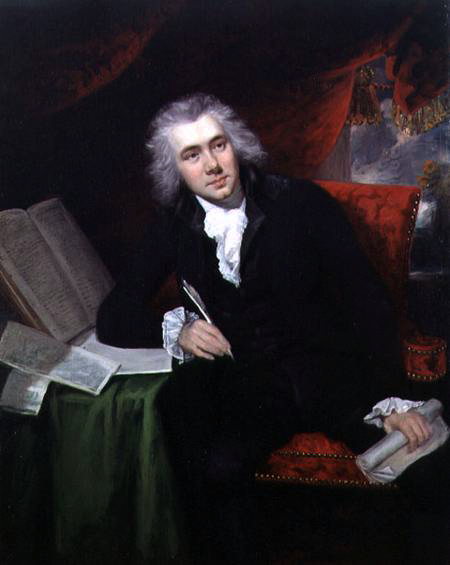
Wilberforce en 1790.

Kimber fue arrestado en Bristol el 8 de abril, y llevado a Londres al día siguiente. Su juicio en las Sesiones del Almirantazgo de Old Bailey empezaron el 7 de junio de 1792, y contaron con la presencia de muchas figuras públicas prominentes, incluyendo Horatio Nelson.
El juicio reveló poco sobre el presunto crimen de Kimber aparte de lo que Wilberforce había dicho al parlamento y se informó en la prensa. La atención pronto se dirigió a los testigos clave que testificaban contra Kimber. Se reveló que Thomas Dowling, el cirujano del barco, tenía una vendetta contra Kimber; otro testigo, Stephen Devereux, era un antiguo amotinado. Tres testigos atestiguaron el buen carácter de Kimber, pero no se llamó a ningún testigo para afirmar que Kimber no había ordenado que una chica esclava fuera atada y azotada.
Kimber fue absuelto. En 1793 Dowling y Devereux fueron juzgados por perjurio, y Dowling fue declarado culpable. Varios informes del juicio fueron publicados, que apoyaban a Kimber en diversos grados. Kimber persiguió a Wilberforce por daños después del juicio, y permaneció continuamente fuera de su casa. Wilberforce más tarde señaló que la absolución de Kimber había sido uno de los pocos casos en la campaña de abolición que le había causado angustia.

## Importancia histórica
En 1781, la tripulación del barco de esclavos Zong mató deliberadamente a aproximadamente 132 esclavos al arrojarlos por la borda, y luego afirmó que todo el barco y su carga estaban en peligro por falta de agua. Ninguno de los tripulantes fue juzgado por asesinato, y los casos judiciales posteriores establecieron la legalidad de su acto en circunstancias específicas para garantizar la supervivencia del barco, la tripulación y los esclavos restantes. El juez falló en contra de que las aseguradoras pagaran por la pérdida de esclavos debido a la nueva información revelada en la audiencia de apelación, que sugería que el capitán y la tripulación tenían la culpa de la escasez de agua.
Swaminathan dice que ni los asesinatos ni los casos judiciales de 1783 recibieron apenas atención en la prensa o en el parlamento. Pero casi 300 cuáqueros se sintieron movidos a enviar una petición al parlamento en contra de la esclavitud en julio de 1783 debido a este juicio. Walvin señala que a finales de los años 1780, el caso del Zong se había convertido en un símbolo importante de los abusos del comercio de esclavos, habiendo inspirado los escritos antiesclavistas de Thomas Clarkson, Ottobah Cugoano, James Ramsay y John Newton. Y estimulado el rápido crecimiento del movimiento abolicionista.
Es significativo que, sólo una década después de la masacre del Zong, Kimber como capitán de un barco de esclavos fue juzgado por asesinato en su maltrato a una esclava, y que el caso recibió amplia atención en la prensa. Como comentó el Public Advertiser después del juicio de Kimber, el caso al menos había establecido que aquellos que mataban esclavos podrían ser juzgados por asesinato.